# 小行星23178
小行星23178（23178 Ghaben）是一颗绕太阳运转的小行星，为主小行星带小行星。该小行星于2000年5月发现。

## 轨道参数
小行星23178的轨道半长轴为338 708 866 km（2.2640967 UA），离心率为0.087。